# Abigaëlle
Abigaëlle est un prénom féminin.
Venant de l'hébreu abigahel qui veut dire « joie de son père » ou « source de joie », Abigaëlle, également orthographié Abygaelle, est un prénom féminin, fêté le 29 décembre.
Il a pour variantes Abigael, Abigaël, Abigaïl, Abigail, « Abbygaelle » etc..

## Histoire
Abigahel vit au Xe siècle av. J.-C. à Carmel, au royaume de Judas. C'est une femme « de bon sens et belle à voir ».
Nabal, son époux, est un riche marchand qui fit affront au roi. Abigahel, par sa sagesse, le sauve de la colère du roi.
À la mort de Nabal, le roi David épouse Abigahel.